# Пагліаріні Матеус
Матеус Пагліаріні Сьєбен (порт.-браз. Matheus Sieben Pagliarini; нар. 17 квітня 2001, Порту-Алегрі, Ріу-Гранді-ду-Сул, Бразилія) — бразильський футболіст, атакувальний півзахисник ЮКСА.

## Життєпис
Народився в місті Порту-Алегрі, штат Ріу-Гранді-ду-Сул. Футбольну кар'єру розпочав у «Греміо» з рідного міста, а в 2020 році перебався до молодіжної команди «Жувентуде». Дорослу футбольну кар'єру розпочав на початку 2022 року, вільним агентом приєднався до нижчолігового «Камборіу». Вже в травні 2022 року повернувся до «Греміо», де перебував у заявці резервної та першої команди клубу. На початку травня 2022 року відправився в оренду до «Азуріза». У футболці вище вказаного клубу дебютував 16 липня 2022 року в програному (0:1) виїзному поєдинку 14-го туру Серії D чемпіонату Бразилії проти «Кашиаса». Матеус вийшов на поле на 82-й хвилині замість Велліссона. Цей матч виявився єдиним для атакувального півзахисника, згодом повернувся до «Греміо». На початку січня 2023 року вільним агентом перейшов до «Азуріза», але за команду більше не грав. 
На початку квітня 2023 року перебрався до «Уніау Фредерікенсі». У футболці вище вказаного клубу дебютував 16 квітня 2023 року в переможному (1:0) виїзному поєдинку 1-го туру першого раунду групи А Серії А2 Ліги Гаушу проти «Гаушу». Пагліаріні вийшов на поле на 64-й хвилині замість Луїсіньо, а на 90+6-й хвилині отримав жовту картку. Загалом провів 11 матчів у Серії А2 Ліги Гаушу.
19 серпня 2023 року вільним агентом перейшов до ЮКСА. У футболці тарасівського клубу дебютував 19 серпня 2023 року в переможному (3:1) виїзному поєдинку 3-го туру Другої ліги України проти борщагівської «Чайки». Пагліаріні вийшов на поле в стартовому складі, на 35-й хвилині отримав жовту картку, а на 85-й хвилині його замінив Олександр Шевчук.  